# Miroslav Blažević
Miroslav Blažević, Ćiro Blažević (ur. 10 lutego 1935 w Travniku, zm. 8 lutego 2023 w Zagrzebiu) – chorwacki piłkarz i trener piłkarski.

## Życiorys
Był zawodnikiem klubów: FK Sarajevo, NK Rijeka, Dinamo Zagrzeb oraz szwajcarskich Vevey Sports i FC Sion.
Jako szkoleniowiec pracował w klubach w Szwajcarii, Francji i Grecji, ale największy sukces odniósł z reprezentacją Chorwacji. Drużyna m.in. z Davorem Šukerem, Aljošą Asanoviciem, Robertem Prosinečkim, Robertem Jarnim i Dario Šimiciem w składzie w 1996 roku po raz pierwszy w historii awansowała do finałów mistrzostw Europy, a dwa lata później na Mundialu 1998 zdobyła brązowy medal. Blažević zrezygnował z prowadzenia kadry w październiku 2000 roku na początku eliminacji do Mistrzostw Świata 2002. Potem był trenerem m.in. reprezentacji Iranu, z którą przegrał w barażach do Mundialu 2002, po raz czwarty Dinama Zagrzeb oraz NK Zagreb. Od lipca 2008 roku do 2009 roku był selekcjonerem reprezentacji Bośni i Hercegowiny.
Ostatnim klubem w jego karierze trenerskiej był NK Zadar.

## Sukcesy szkoleniowe
- Puchar Szwajcarii 1974 z FC Sion
- mistrzostwo Szwajcarii 1984 z Grasshoppers Zurych
- mistrzostwo Jugosławii 1982 i Puchar Jugosławii 1983 oraz mistrzostwo Chorwacji 1993 i 2003 i Puchar Chorwacji 1994 z Dinamem Zagrzeb
- brązowy medal Mundialu 1998 oraz ćwierćfinał Euro 1996 z reprezentacją Chorwacji

## Odznaczenia
- Order Księcia Branimira (1998)[2]